# Внутренняя македонско-одринская революционная организация

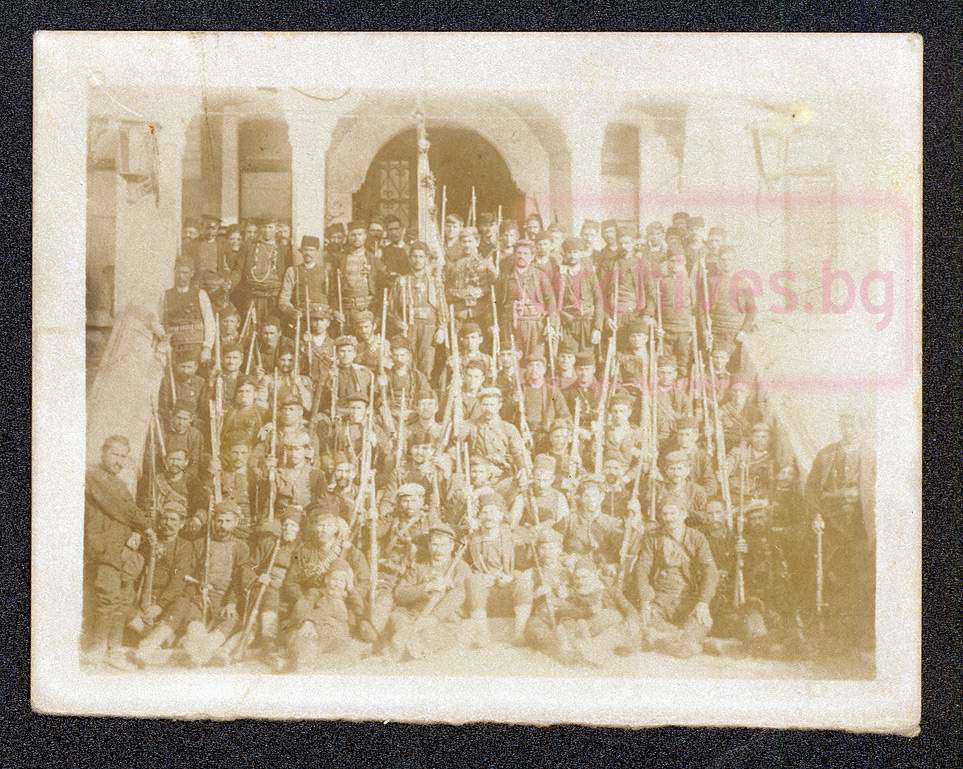
Партизанская рота македонского ополчения под руководством Христо Чернопеева, которая участвовала в Первой Балканской войне

Внутренняя македонско-одринская революционная организация (ВМОРО; болг. Вътрешна македоно-одринска революционна организация) — национально-освободительная революционная организация, действовавшая в Македонии и Одринской Фракии в 1893—1919 годы.

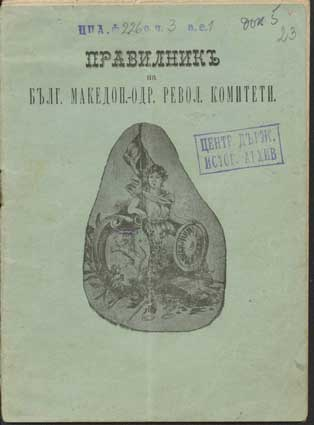
Правилник организации

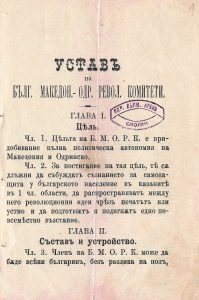
Устав БМОРК (1894—1896). Ст. 3: «Членом БМОРК может быть каждый болгарин»

## Основание

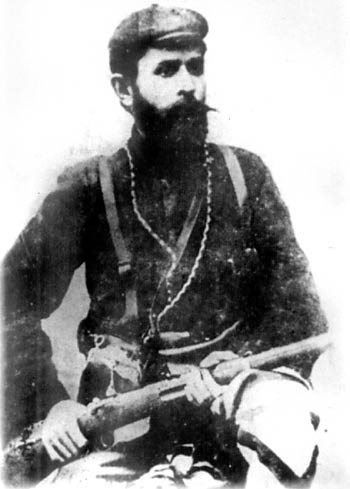
Никола Карев - руководитель «Крушевской Республики»

Создана 23 октября 1893 году в городе Салоники. В учредительном собрании приняли участие шесть учредителей: Дамян Груев, Христо Татарчев, Петр Попарсов, Христо Батанджиев, Андон Димитров и Иван Хаджинколов. Первое время организация называлась МРО — Македонская революционная организация.
Целью деятельности организации стало привлечение болгарского населения в Македонии и Восточной (или Одринской) Фракии к борьбе за обретение независимости от Османской империи. Вопрос о конкретных формах национальной государственности первоначально не предрешался.
Летом 1894 года в городе Ресен состоялся конгресс, на котором был утверждён новый устав организации, основаны революционные газеты «На оръжие» («К оружию») и «Бунтовник» («Бунтарь»). Имя организации стало — Болгарские македоно-одринские революционные комитеты (БМОРК).
На съезде в Салониках в 1896 году по инициативе Г. Делчева, Г. Петрова и других были приняты программа и устав организации, предусматривавшие «объединение в единое целое всех недовольных элементов без различия национальности для завоевания путём революции полной политической автономии» Македонии и Адрианопольского (Одринского) вилайета. МРО стала называться Тайной македоно-одринской революционной организацией (ТМОРО).
Под руководством Г. Делчева, Д. Груева и других ТМОРО создала в селах и городах Македонии и Адрианопольского вилайета сеть нелегальных комитетов и кружков. Вооружённые отряды ТМОРО давали отпор турецким карателям (около 130 стычек с карательными отрядами в 1898—1903 годах).

## Илинденское восстание
2 августа 1903 года под руководством ТМОРО вспыхнуло Илинденское восстание (названное в честь дня Святого Илии, по-македонски именуемого Илинден). Целью восстания было создание автономного македонско-фракийского государства в границах тогдашней Турции. Повстанцы захватили город Крушево и провозгласили так называемую Крушевскую республику, во главе которой встал школьный учитель Никола Карев. Однако продержалась она всего 10 дней до 12 августа и была захвачена турецкими войсками. В восстании приняли участие около 35 000 человек.

## Раскол
После 1904 году организация открыто разделяется на два крыла. В правое вошли Христо Матов, Иван Гарванов, Борис Сарафов и другие. В левое входили Яне Санданский, Христо Чернопеев и Димо Хаджидимов. В 1905 году состоялся общий конгресс организации, который был проведён в Рыльском монастыре. Организация стала именоваться Внутренней македоно-одринской революционной организацией (ВМОРО). В соответствии с новым уставом организация была децентрализована. Был образован новый центральный комитет в составе: Дамиан Груев, Пере Тошев и Тодор Попантов. Ожидания того, что конгресс сгладит существующие противоречия, не оправдались. Дамиану Груеву до своей смерти в 1906 году удавалось сдерживать напряжение. Затем дело дошло до окончательного разрыва.
Правые выступают с открытым заявлением о присоединении к Болгарии. Левые считают эти взгляды совершенно неприемлемыми, так как они противоречат идее о Балканской федерации.
Левое крыло ВМОРО, встретившее с одобрением младотурецкую революцию, основало в августе 1908 года Народную федеративную партию — Болгарскую секцию во главе с Я. Санданским. Правое крыло ВМОРО, добивавшееся независимости Македонии, недовольное младотурецкой революцией, создало в сентябре 1908 года Союз болгарских конституционных клубов.

## Первая Балканская война
Во время Первой Балканской войны в 1912 году ВМОРО организовала партизанские отряды и ополчения, которые участвовали в войне на стороне Болгарии.

## Вторая Балканская война
Во время Второй Балканской войны в 1913 году ВМОРО организовала партизанские отряды и ополчения, которые участвовали в войне на стороне Болгарии.

## Действия против сербских властей
После окончания Первой Балканской войны ВМОРО подняла 15 июня 1913 года Тиквешское восстание против сербских властей, которые заняли равнину Тиквеш в Северной Македонии. Поводом к восстанию послужило убийство сербами 50 местных турок. Число восставших было около 1000 человек. Восстание было жёстко подавлено сербской армией.
9 сентября 1913 года ВМОРО подняла ещё одно восстание против Сербии — Охридско-Дебрское, которое также было подавлено.
После Балканских войн 1912—1913 годов деятельность организации сосредоточилась на территории, попавшей в Сербии (сегодняшняя Северная Македония).

## Первая мировая война
Во время Первой мировой войны вооружённые формирования, организованные под руководством ВМОРО, боролись на стороне Болгарии.
После поражения в Первой мировой войне ВМОРО фактически распалась в 1919 году на несколько организаций, но ядро партии сохранилось и трансформировалось во Внутреннюю македонскую революционную организацию (ВМРО).